# Sveti-Sava-Haus
Das Sveti-Sava-Haus (Haus des Heiligen Sava) ist ein Kulturdenkmal in Belgrad in der Cara Dušana Straße 13. Es ist nach dem serbischen Heiligen Sava von Serbien benannt.

## Geschichte
Das Sveti-Sava-Haus wurde im Jahre 1890 gebaut. Der Name Sveti-Sava-Haus steht auf der Attika, an der Hauptfassade, über der Mitte des Risaliten. Die von Dimitrije Naumović, einem Belgrader Kupferschmied, 1886 gegründete Sveti-Sava-Gesellschaft, hatte sich zur Aufgabe gesetzt, Bildung und Nationalgefühl zu fördern. Sie ließ das 1890 das Haus als Verbandshaus nach dem Entwurf des Architekten Jovan Ilkić erbauen. Am 10. August 1889 wurde der Grundstein gelegt. Die Gesellschaft sammelte finanzielle und materielle Mittel über Spenden und Darlehen. Sie hat aus diesen Gründen auch Aufrufe gestartet und schickte Briefe auch an reiche Bürger. Die Presse spielte eine wichtige Rolle dabei, die patriotische Öffentlichkeit zu mobilisieren. Unmittelbar nach der Eröffnungszeremonie des Gebäudes im Jahre 1890 zog die Geschäftsführung der Gesellschaft ein, gefolgt vom Internat der Belgrader Handelsjugend. In diesem Gebäude war einst das Staatsarchiv, die Schule für Taubstumme der Stefan Dečanski Gesellschaft, das Erste Belgrader Gymnasium und einige weitere.
Im Ersten Weltkrieg wurde das Gebäude von den Besatzungsbehörden genutzt. Viele Gegenstände wurden entwendet. 
Im Jahr 1923 wurde eine dritte Etage nach den Entwurf des Architekten Petar Bajalović hinzugefügt. Das führte zur Veränderungen des oberen Teils der Hauptfassade.

## Architektur
Der Architekt Jovan Ilkić hat entwarf und begleitete den Bau. Das Haus besteht aus zwei Stockwerken, mit Keller und Erdgeschoss. Die Fassade ist in der Architektur der Romantik gestaltet mit Elementen der Neo-Renaissance. Die gerade zusammengesetzte Fassade wird durch den flachen zentralen Risalit akzentuiert, die mit einer pyramidenförmigen Kuppel im Bereich des Daches endet. Die als Zwillingsfenster der Etagen mit Bögen stützen sich auf einem Kordon von Gesimsen. Das verleiht der ganzen Fassade eine romantische Note. Der Investor sorgte für das ästhetische Erscheinungsbild und die Dekoration der Fassade sowie die Innenausstattung. In den Lünetten über den Fenstern des ersten Stockwerks brachte Jovan Heinrich Noken Wappen der serbischen Länder nach Zeichnungen des Malers Đoka Jovanović an.
Das Sveti-Sava-Haus gehört zum Kulturgut und hat den Status eines Kulturdenkmals.